# 凱里角
凱里角（英語：Carey Point），是南極洲的海岬，位於南桑威奇群島，處於桑德斯島西端，在1953年由英國南極名稱諮詢委員會命名，由英國海外領土管轄。